# Bartol
Bartol je priimek v Sloveniji, ki ga je po podatkih Statističnega urada Republike Slovenije na dan 1. januarja 2010 uporabljalo 449 oseb in je med vsemi priimki po pogostosti uporabe uvrščen na 740. mesto.
Oblika Bartolomej se pojavlja večinoma v starejših virih, danes pa je razen omenjene oblike Bartol prepoznavno še v priimkih. Iz imena Jernej in njegovih oblik so nastali priimki Arne, Arnečič, Arnejc, Arnejčič, Arnejšek, Jerne, Jernečič, Jernej, Jernejc, Jernejčič, Jernejec, Jernejšek ter Bartel, Bartelj, Bartol, Bartolj, Brtoncelj, Paternež, Patrnoš.

## Znani nosilci priimka
- Andrej Bartol (*1969), sociolingvist, zgodovinar, pedagog
- Baltazar Bartol (1821—1911), rimskokatoliški duhovnik in nabožni pisatelj
- Darinka-Ika Bartol, ZRI FF UL - oddelek za um.zgodovino
- Gorazd Bartol, kapitan bojne ladje SV, vojaški predavatelj
- Marica Nadlišek-Bartol (1867—1940), pisateljica, prevajalka, publicistka in urednica
- Matej Bartol, gozdar (Upravljanje velikih zveri v Sloveniji)
- Mateja Pezdirc Bartol (*1972), literarna zgodovinarka, slovenistka
- Miloš Bartol, paleontolog
- Tilen Bartol (*1997), smučarski skakalec
- Tomaž Bartol (*1952), biolog in informatik, univ. prof.
- Vladimir Bartol (1903—1967), književnik (pisatelj, dramatik, esejist, publicist)
- Zdenka Lovec (r. Bartol) (1924—2023), novinarka in urednica, gledališka kritičarka